# Tor Törnsten
Tor Törnsten var en svensk köpman och idrottsfunktionär.
Törnsten grundade tillsammans med sin bror den framgångsrika herrekiperingsaffären Henry Törnsten & Co i Arkaden i Göteborg. Törnsten var ordförande i Göteborgs GK och Svenska Golfförbundet. Han var även ordförande i Göteborgs Idrottsförbund, Göteborgs Velociped Klubb, Curlingklubben, Skridskoklubben och Göteborgs Tennisklubb.
Initiativet till bildandet av Göteborgs GK togs av Törnsten, som 1902 bildande en golfsektion inom Göteborgs Idrottsförbund. Han flyttade golfspelandet från Sandviken på Norra älvstranden på Hisingen, mitt emot nuvarande Göteborgs fiskhamn. Även Viktor Setterberg, den stora pionjären inom svensk golf, var drivande i anläggandet av golfbanan i Hovås.